# Заушье (Минская область)

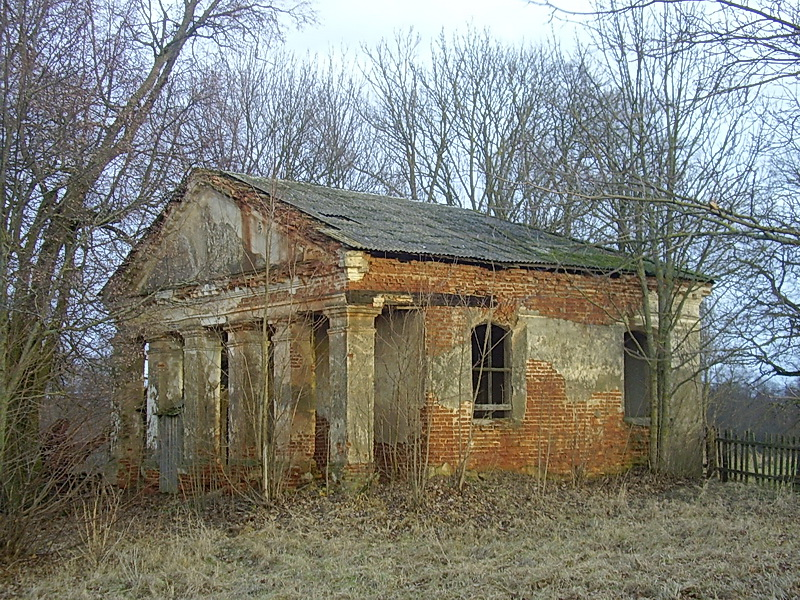
Руины часовни-усыпальницы

Заушье (бел. Заву́шша) — деревня в Несвижском районе Минской области Беларуси. Входит в состав Липского сельсовета. Население 23 человека (2009).

## География
Заушье находится в 10 км к северо-западу от центра города Несвиж. Местность принадлежит бассейну Немана, по восточной окраине деревни течёт река Уша. На другом берегу реки находятся сёла Квачи и Крутой берег. Через Заушье проходит автодорога Несвиж — Снов — Барановичи. Ближайшая ж/д станция находится в посёлке Городея (8 км к северу, линия Минск — Брест).

## Достопримечательности
- Фрагменты усадебно-паркового комплекса "Заушье": парк, фрагменты часовни, лядовня, амбар, мельница —  Историко-культурная ценность Республики Беларусь, шифр 613Г000491
  - Усадьба Моравских 2-я пол. XVIII—нач. XX вв.
  - Руины часовни-усыпальницы конца XVIII века
  - Водяная мельница XIX века
  - Амбары и хозпостройки